# Sybra fuscoantesignata
Sybra fuscoantesignata là một loài bọ cánh cứng trong họ Cerambycidae.